# 霍城县煤炭局
霍城县煤炭局，是中华人民共和国新疆维吾尔自治区伊犁哈萨克自治州霍城县下辖的一个乡镇级行政单位。

## 行政区划
霍城县煤炭局下辖以下地区：
界梁子煤矿社区和四方实业社区。